# Пене (паста)
Терминът „пене“ на италиански: penne) или рядко, в единствено число „пена“ (penna) обикновено се отнася до вид италианска цилиндричнa паста, изрязана в краищата с успореден кос разрез.

## Етимология
Penne е форма за множествено число на италианската дума penna (което означава „перо“, но също и „писалка“), произлизащо от латинското penna („перо“). Когато през 19 век е създаден този формат в Генуа, той има за цел да имитира вездесъщите тогава стоманени накрайници на писалка.

## Произход
Пене представляват една от малкото форми на паста, чиято дата и място на раждане са известни: всъщност през 1865 г. производител на паста от Сан Мартино д'Албаро (днешен квартал на Генуа), Джовани Батиста Капуро патентова своето изобретение диагонално режеща машина. Това е важно изобретение, тъй като позволява прясната паста да се реже в тази форма, без да се смачква. Машината произвежда пене в променлив размер: половин пене от 3 см и цели от 5 см.

## Варианти
В Италия има два вида пене: гладки (penne lisce) и наръбени (penne rigate) с линии по цялата повърхност. Има и пенони (pennoni), които са с по-голяма форма от обикновените пене.
Подобна форма паста се нарича още мостачоли (mostaccioli), произведена е от Барила и има набраздена форма, и дзити (ziti), които представляват дълги кухи пръчки с гладка форма, както и дзитони (zitoni), които са с по-голяма форма .

## Рецепти
Това е една доста гъвкава паста благодарение на формата си, тъй като празният център позволява да се запази соса вътре, докато наръбените пене позволяват да се запази соса още повече.
Те традиционно се приготвят „ал денте“ (леко твърди) и се подправят със сосове, обикновено „ал арабиата“ в Лацио, с доматен сос или с песто. През 1980-те год. пене с водка стават икона на модерната кухня: тази рецепта, базирана на сметана, домат и водка, е преоткрита 30 години по-късно в Съединените щати, където понастящем са едно от най-известните ястия от паста след болонезе.

## В масовата култура
Пене ал арабиата (Penne all'arrabbiata) – прочутото ястие от „бедняшката“ италианска кухня е увековечено във филми като „Голямото плюскане“ (1973) на Марко Ферери, „Рим“ (1972) на Федерико Фелини и „Седем кила за седем дни“ (1986) с Карло Вердоне.